# تخصيب

حيوان منوي واحد فقط من يخصب البويضة

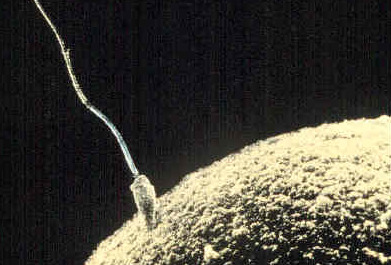
نطفة لحظة دخولها لتخصيب البويضة.

التخصيب أو الإخصاب هي مجموعة من العمليات المتلاحقة التي تؤدي بالنهاية إلى تلاحم العروسين لتشكيل العضوية الحية. عند الحيوانات تكون هذه العملية بتلاحم النطفة مع البويضة والتي تؤدي في النتيجة إلى تشكل الجنين، واعتماداً على نوع الحيوان قد تحصل هذه العملية داخل جسم الأنثى فتسمى عملية تخصيب داخلي، وقد تحصل خارج الجسم الحي فتسمى عملية تخصيب خارجي.

## التخصيب عند الثدييات
التخصيب لدى الثدييات هو سلسلة من العمليات البيولوجية والفيزيائية المترابطة أكثر منه ظاهرة واحدة معزولة. وانقطاع أحد مكونات هذه السلسلة سيؤدي بالتأكيد إلى فشل الإخصاب. تبدأ السلسلة بمجموعة من التغيرات التي تؤثر على الحيوانات المنوية، والتي تعدها للمهمتها.
التخصيب الناجح لا يتطلب فقط التحام حيوان منوي وبويضة، بل ويشترط عدم التحام أكثر من حيوان منوي مع البويضة. فالتخصيب الناتج عن أكثر حيوان منوي - تعدد الإمناء (بالإنجليزية: polyspermy)‏ - يؤدي حتما إلى الموت المبكر للجنين. ففي نهاية سلسلة عملية التخصيب توجد آليات لمنع حدوث تعدد إمناء البويضة.
بشكل عام، يمكن توصيف سلسلة التخصيب بالتالي:
1. تفعيل الحيوانات المنوية.
الحيوانات المنوية المقذوفة والطازجة ليست قادرة على إحداث التخصيب، وبأفضل الأحوال يمكن أن تؤدي إلى تخصيب فاشل. فلا بد من أن تخضع لسلسلة من التغييرات التي تعرف باسم تفعيل الحيوانات المنوية (بالإنجليزية: Capacitation)‏. يرتبط تفعيل الحيوانات المنوية بإزالة بروتينات البلازما المنوية اللاصقة، وإعادة تنظيم دهون وبروتينات غشاء البلازما. كما يبدو (بدون إثباتات مخبرية) أن عملية التفعيل تنطوي أيضا على تدفق الكالسيوم إلى الخلية[5]، زيادة في أدينوزاين مونوفوسفات الحلقي[6][7]، وانخفاض في درجة الحموضة داخل الخلايا.[8][9] تفاصيل التفاعلات الجزيئية للتفعيل تختلف إلى حد ما بين أنواع الكائنات الحية.
تفعيل الحيوانات المنوية يتم أثناء تواجدها ضمن الجهاز التناسلي للأنثى[10] ويأخذ ذلك فترة زمنية تختلف باختلاف الأنواع، ولكنه عادة ما يتطلب عدة ساعات.[11] ويمكن تفعيل الحيوانات المنوية للعديد من الثدييات، بما في ذلك البشر، من خلال سوائل تخصيب صناعية.[12][13][14]
تصبح الحيوانات المنوية التي خضعت لللتفعيل مفرطة التنشيط (بالإنجليزية: hyperactiviated)‏، ومن بين خصائص عديدة جديدة، تصبح حركتها مفرطة.[15] إلا أن أهم أثر للتفعيل هو زعزعة استقرار غشاء الحيوانات المنوية لتمكين الجسيم الطرفي على رأس الحيوان المنوي من التفاعل مع البويضة.
2. ترابط الحيوان المنوي مع المنطقة الشفافة المغلفة للبويضة.
عملية ترابط الحيوانات المنوية مع الغطاء الشفاف هي تفاعل مستقبلات-ربيطة، وتعتمد بصورة عالية جدا على نوعية الكائن الحي. فمجموعات الكربوهيدرات على البروتينات السكرية لغطاء البويضة الشفاف تعمل كمستقبلات للحيوانات المنوية. لا يعرف (بصورة واضحة) مَن مِنَ الجزيئات على سطح الحيوانات المنوية يقوم بالارتباط مع هذه المستقبلات، وربما قد تتواجد العديد من البروتينات على سطح الحيوان المنوي التي يمكن أن تخدم هذه المهمة.
3. تفاعل الجسيم الطرفي للحيوان المنوي
ترابط الحيوانات المنوية مع المنطقة الشفّافّة هو الجزء السهل من عمليات سلسلة التخصيب. فالحيوانات المنوية تواجه الآن مهمة صعبة تتمثل في اختراق المنطقة الشفافة للوصول إلى البويضة. وحل هذه المعضلة يتمثل في الجسيم الطرفي على واجهة الحيوان المنوي وهو جسيم حال ضخم ومعبئ بإنزيمات هاضمة للمنطقة الشفافة ويقع حول الجزء الأمامي من رأس الحيوان المنوي. وهي المنطقة التي يتواجد الحاجة لمثل هذه الانزيمات للتواجد بها.
يوفر عمل الجسيم الطرفي للحيوانات المنوية ميكانيكية حفر أنزيمية لتمكينها من اختراق المنطقة الشفافة. نفس البروتينات السكرية ضمن المنطقة الشفافة المغلفة للغشاء البلازمي والتي تعمل كمستقبلات لتلاحم الحيوانات المنوية تقوم بعمل تحفيز لتفعيل سلسلة من العمليات التي تؤدي إلى العديد من مواقع الالتحام بين الغشاء البلازمي والغشاء الخارجي للجسيم الطرفي. مما يؤدي إلى انصهار غلاف الجسيم الطرفي المُستَقْبَل من طرف المنطقة الشفافة وتحوصله وبالتالي كشف محتويات الجسيم الطرفي وتسرب الانزيمات الهاضمة من رأس الحيوان المنوي (عملية إيماس).
طوال مدة تفاعل الجسيم الطرفي للحيوان المنوي يتقدم الحيوان المنوي ويمر عبر المنطقة الشفافة، مما يؤدي إلى فقدان المزيد والمزيد من غشاء البلازما ومحتويات الجسيم الطرفي. بحلول الوقت وأثناء اختراق الحيوان المنوي للمنطقة الشفافة، يتم إستهلاك محتويات الجسيم الطرفي من أنزيمات وسطح خارجي وصولا إلى غشاء الجسيم الداخلي.
الحيوانات المنوية التي تستنفذ الجسيم الطرفي قبل الوصول إلى البويضة داخل المنطقة الشفافة ستكون غير قادرة على إخصاب البويضة. وبشكل عام يتم تقييم سلامة الجسيم الطرفي للحيوانات المنوية عند إجراء تحليل السائل المنوي.
4. اختراق المنطقة الشفافة
بسبب القوة الدافعة المستمرة والنتاجة عن حركة ذيل الحيوانات المنوية، بالاشتراك مع إنزيمات الجسيم الطرفي الهاضمة، يتم شق قناة للعبور من خلال المنطقة الشفافة. هذين العاملين -الحركة وانزيمات الهضم- يسمحان للحيوانات المنوية باجتياز المنطقة الشفافة. بعض العلماء يعطون الأهمية الأضخم لحركة ذيل الحيوانات المنوية لاختراق المنطقة الشفافة، هذه الحركة تسمح لرأس الحيوان المنوي المشكل على هيئة سكين لدى الثديات بتقطيع المادة الشفافة وصنع ممر للعبور.
5. اندماج (تلاحم) الحيوان المنوي مع الخلية البيضية
فور اختراق أحد الحيوانات المنوية للمنطقة الشفافة، يقوم بالارتباط والاندماج مع غشاء البلازما للخلية البيضية. ويحدث الاندماج ضمن المنطقة ما بعد جسيم الطرفي على رأس الحيوان المنوي.
لم يتم بعد إدراك الطبيعة الجزيئية الكاملة للروابط الناشئة بين رأس الحيوانات المنوية وغلاف البويضة. أحد أبرز الجزيئات المحتملة للقيام بتلك العملية في غلاف الحيوانات المنوية لدى بعض الكائنات الحية هو بروتين سكري يدعى فيرتلين (بالإنجليزية: fertilin)‏، والذي يرتبط مع بروتين في غشاء البلازما للبويضة وربما يقوم بعملية الاندماج. من المثير للاهتمام، أن البشر والقرود لديهم طفرات جينية تعطل إحدى الجينات المسؤلة عن قسم من الفيرتلين، مما يشير إلى أنهم يستخدمون جزيأت مختلفة لربط البويضات.
6. تفعيل البويضة وتنشيط التفاعل القشري
قبل إخصابها، تكون البويضة في حالة خمود، عالقة في الطور الثاني من الانقصام الانتصافي. وفور الاندماج مع الحيوان المنوي، تخضع البويضة بسرعة لعدد من التغييرات الأيضية والفيزيائية والتي تسمى مجتمعة تفعيل البويضة. الآثار الواضحة تشمل ارتفاعا في تركيز الكالسيوم داخل الخلايا، والانتهاء من الانقسام الانتصافي الثاني وبالتالي انتهاء التفاعل القشري.
التفاعل القشري يشير إلى إيماس هائل من الحبيبات القشرية بعد لحظة من اندماج الحيوان المنوي والبويضة. الحبيبات القشرية تحتوي على خليط من الإنزيمات، بما في ذلك العديد من الإنزيمات البروتينية (البروتيازات)، والتي تنتشر في المنطقة الشفافة بسبب الإيماس الصادر عن البويضة البيض. هذه البروتيازات تغيير تركيب المنطقة الشفافة، الأمر الذي يؤدى إلى ما يعرف بتفاعل المنطقة الشفافة. مكونات الحبيبات القشرية قد تتفاعل أيضا مع غشاء البلازما للخلية البيضية.

## قراءة إضافية
David R. Meldrum, M.D., R. Jeffrey Chang, M.D., Linda C. Giudice, M.D., Ph.D., Juan Balasch, M.D., and Robert L. Barbieri, M.D. Role of decreased androgens in the ovarian response to stimulation in older women